# Jági-tó
A Jági-tó, más néven Vadász-réti víztározó egy mesterséges kialakítású tó a Budai-hegységben, a Duna–Ipoly Nemzeti Park területén, Pilisszentiván közigazgatási területén. A tavat az Aranyhegyi-patak mellékágának tekinthető Vadász-réti-patak felduzzasztásával hozták létre eredetileg haltenyésztési, horgászati céllal, jelenleg azonban már természetvédelmi terület. 

## Neve
A Jági-tó a közeli Vadász-rét és az arról elnevezett Vadász-réti-patak helyi sváb (német) elnevezése (Jagerwiesen) után kapta a nevét, és bár a „Vadász-réti víztározó” név elvileg hivatalosabb elnevezés, de a környéken és a túrázók, kirándulók, természetjárók körében egyaránt a Jági-tó (vagy akár csak önállóan Jági) név terjedt el inkább.

## Keletkezése
A Nagy-Szénás tömbje alatt húzódó Vadász-réti-patakon először még az 1940-es években építettek két völgyzáró gátat azzal a céllal, hogy az így kialakuló kis tavakban pisztrángot tenyésszenek. Az elképzelést rövid időn belül keresztülhúzták a környéken 1948-tól megindult nagyszabású bányászati fejlesztések, melyek miatt jelentősen lecsökkent a Vadász-réti-patak vízhozama, sőt a térségben több forrás teljesen el is apadt. A két gát mögött kialakult tavak közül a felső teljesen kiszáradt, és az alsó is jelentős eutrofizálódásnak indult.
Az 1980-as években újabb fejlesztési kísérlet történt a területen, amelyben ezúttal egy budapesti horgászegyesület látott fantáziát, miután a térségben korábban folytatott bányászati tevékenység leállításával a patak vízhozama is valamivel magasabb lett. Ekkor a völgyet lezáró főgát mögött két kisebb gátat is létesítettek, a főgátba pedig – a lehalászás lehetőségének biztosítása végett – zsilipet is beiktattak. Ez a terv azonban ugyancsak nem volt hosszú életű, gyaníthatóan a terület védetté nyilvánítása miatt, ami 1990 körül történt.
Vélhetően a völgyet lezáró főgát nem megfelelő kivitelezése miatt a víz többször megrongálta a főgát zsilipjének környékét, illetve a gát más pontjain talált magának kiutat, ezért esős években folyamatossá vált a tó vizének elfolyása, miközben aszályosabb időszakokban megtörtént az is, hogy a meder teljesen kiszáradt. Emiatt a pilisszentiváni önkormányzat több tervet is kidolgoztatott a tó szanálására, végül az a megoldás született, hogy a gát zsilipjét megszüntették és a kiiktatott műtárgy helyét tiszta agyaggal töltötték be, mint ahogy a főgát és a második gát víz felőli oldalait is 1 méter, illetve 50–60 cm vastagságú agyagréteggel erősítették meg.

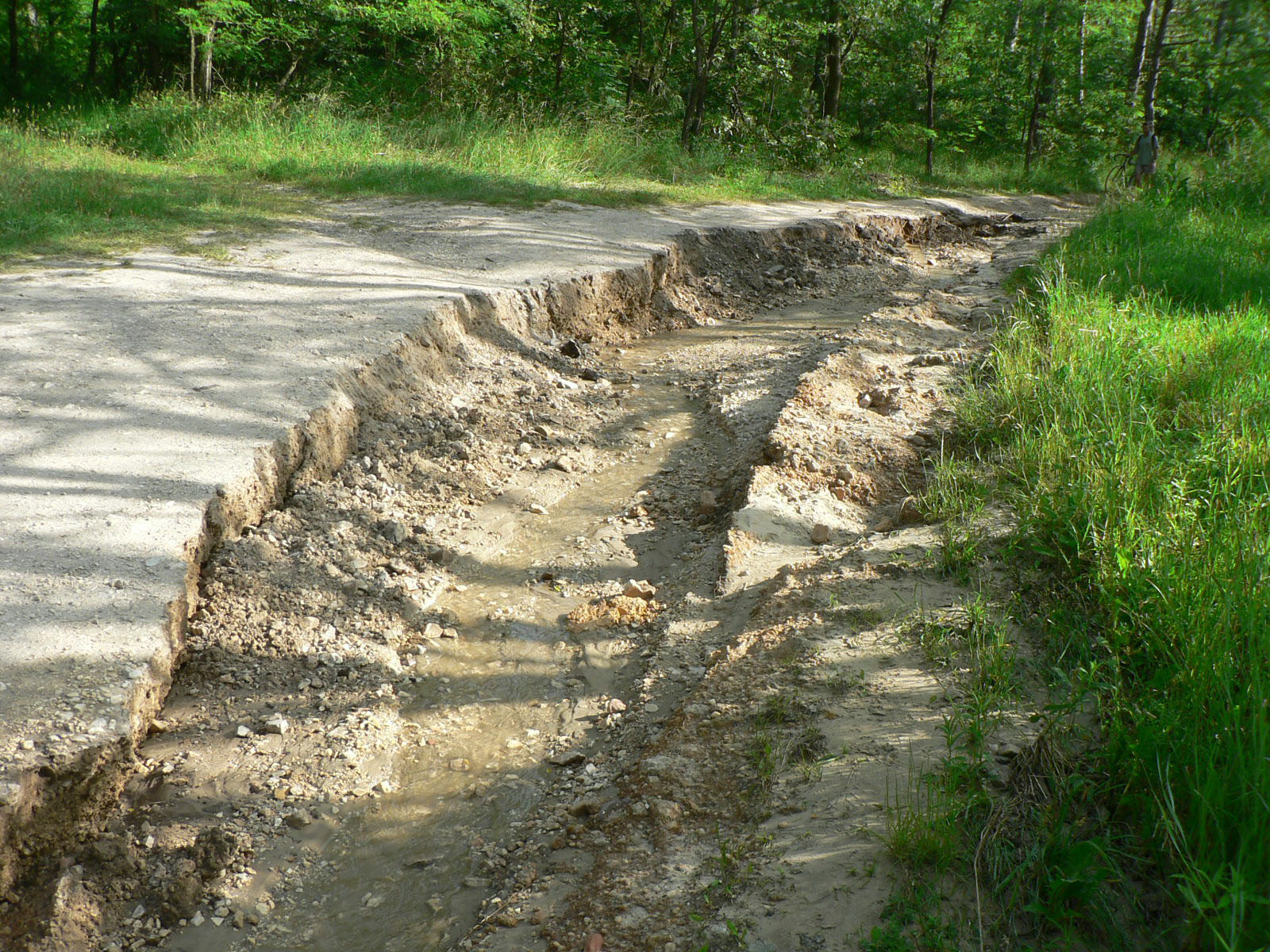
A 2010-es gátszakadás után visszamaradt mély árok az erdei úton

A 2006-ban befejezett szanálási akció lényegében stabilizálta a tóban lévő vízmennyiséget, a 2010-es év azonban megmutatta, hogy a térség vízjárása csapadékos időszakban még így is okozhat meglepetéseket. 2010 júniusában ugyanis a sok eső miatt felduzzadt Vadász-réti patak ismét tóvá duzzadt az addigra már majdnem teljesen beerdősült második gát mögött, majd átszakította azt, így a kiömlő vízmennyiség a főgátat is megrongálta, majd a tóhoz vezető, kb. egy kilométeres hosszúságú erdei út hosszában mély árkot vájva hömpölygött le, néhány hétre járhatatlanná téve az útszakaszt. A főgátat még abban az évben helyreállították, de ez az esemény azt jelzi, hogy hasonló káreset bekövetkezése a jövőben sem zárható ki teljesen.

## Élővilága
A Jági-tó élővilágát elsősorban a gazdag kétéltű- és vízirovarfauna jellemzi. A hazai békafajok közül a barna varangy, a kecskebéka, a zöld levelibéka, az erdei béka és a vöröshasú unka fordul itt elő, de él itt pettyes gőte és mocsári teknős is. Az érdekesebb vízirovar-fajok közül említhető a hátonúszó poloska, a közönséges víziskorpió, a szegélyes csíkbogár, a botpoloska, az elevenszülő kérész és más fajok. A gyűrűsférgek közül jellemző a területre a lópióca, a sávos pióca, valamint a védett magyar nadály előfordulása.
A tó környékén megfigyelhető madárvilág ugyancsak fajgazdag, ami részint a nagy-szénási térség szigorú védettségének köszönhető, részint annak, hogy a szomszédos erdőfoltokban évek óta több fészekodú-telep üzemel. A terület vizes élőhelyein a legjellemzőbb fajok a tőkés réce, a vízityúk és a jégmadár, de nem ritkán előfordul itt szürke gém is.
A területről előkerült a védett pelyvás pajzsika páfrányfaj is, mely fajnak ez az ismert legkeletibb hazai előfordulása.

## AJági-tanösvény
A Duna–Ipoly Nemzeti Park Igazgatósága több helyi és környékbeli civil szervezettel együttműködve a 2000-es évek elején létesített tanösvényt a Jági-tó térségében, hat állomással, melyek közül a második állomást közvetlenül a tó mellett alakították ki. Az állomás tájékoztató táblái mellett pihenőhely, tűzrakóhely és madáretető kapott helyet, a tó keleti partján pedig egy faácsolatú stéget is építettek. A pihenőhelyet a Duna-Ipoly Nemzeti Park munkatársai rendszeresen használják madárgyűrűzési bemutatókra, illetve kutatási célú madárgyűrűzésre egyaránt, továbbá rendszeresen itt zajlanak a víz világnapja alkalmából szervezett nemzeti parki rendezvények.